# Shelley Thompson (calciatrice)
Shelley Thompson (Langenfeld (Rheinland), 8 febbraio 1984) è un'ex calciatrice tedesca, di ruolo attaccante.

## Carriera

### Nazionale
Chiamata a vestire la maglia della nazionale tedesca Under-19 che affronta il campionato europeo di categoria di Germania 2003, nella partita di Torgau del 29 luglio 2003 sigla una quadripletta nell'incontro in cui le tedesche si impongono sulle pari età dell'Inghilterra per 6-0, prestazione che le consente al termine del torneo di conseguire il titolo di capocannoniere pur non realizzando altre reti.

## Palmarès

### Individuale
- Capocannoniere della Frauen-Bundesliga: 1

2004-2005 (30 reti)
- Capocannoniere del campionato europeo Under-19: 1

2003 (4 reti)